# إريكا ياماكاوا
إريكا ياماكاوا (باليابانية: 山川恵里佳؛ بالكانا: やまかわ えりか) هي ممثلة يابانية، ولدت في 7 مارس 1982 في موريوكا في اليابان.

## وصلات خارجية
- إريكا ياماكاوا على موقع IMDb (الإنجليزية)
- إريكا ياماكاوا على موقع ميوزك برينز (الإنجليزية)